# Gnophos argillacearia
Gnophos argillacearia är en fjärilsart som beskrevs av Otto Staudinger 1871. Gnophos argillacearia ingår i släktet Gnophos och familjen mätare. Inga underarter finns listade i Catalogue of Life.